# 倉敷市立新田中学校
倉敷市立新田中学校（くらしきしりつ しんでんちゅうがっこう）は、岡山県倉敷市新田にある市立中学校。

## 沿革
以下、公式サイトより抜粋
- 昭和58年12月 6日　倉敷市立新田中学校開校準備委員会発足
- 昭和59年 2月 1日　校舎起工　倉敷市新田2674番地の3
- 昭和59年 4月 1日　倉敷市立新田中学校開校
- 南中学校校舎と多津美中学校校舎に分離
- 昭和59年 4月 1日　初代　藤代肇校長　着任
- 昭和59年 8月25日　新校舎完成，備品搬入
- 校舎棟　鉄筋4階建（普通教室26，特別教室13）
- 金工・木工棟　鉄筋2階建
- 附属棟，合併処理槽，その他管理諸室
- 昭和59年 9月 1日　新校舎入校式
- 昭和59年10月20日　自転車置場，校門竣工
- 昭和60年 3月20日　体育部室，防球ネット，バックネット竣工
- 昭和60年 3月30日　体育館落成
- 昭和60年 7月30日　プール完成
- 昭和60年10月12日　校舎竣工開校記念式
- 昭和61年10月20日　中庭庭園完成
- 昭和63年 4月 1日　第二代　吉田卓二校長　着任
- 平成 2年 4月 1日　第三代　佐藤三木雄校長　着任
- 平成 3年 5月24日　コンピュータ教室設置
- 平成 4年 4月 1日　第四代　渡邉悟校長　着任　特殊学級設置
- 平成 5年 3月31日　柔剣道場落成
- 平成 8年 4月 1日　第五代　剣持雅久校長　着任
- 平成10年 3月31日　玄関飾戸棚設置
- 平成10年11月26日　文部省・県・市指定　人権教育研究発表
- 平成11年 3月23日　人権教育研究　倉敷市教育功労受賞
- 平成12年 4月 1日　第六代　中原鐵之輔校長　着任
- 平成13年 4月 1日　倉敷市学校施設開放　開始
- 平成14年 4月 1日　第七代　国友博文校長　着任
- 平成15年11月 4日　イントラ室エアコン設置
- 平成16年 2月23日　校内LAN工事完了
- 平成17年 1月 6日　西・北館1階～3階トイレ人感センサー取り付け
- 平成17年 4月 1日　第八代　定岡信利校長　着任
- 平成17年 9月 1日　普通教室校内LAN設置
- 平成19年 4月 1日　普通教室天井扇設置
- 平成21年 4月 1日　第九代　文屋憲次校長　着任
- 平成22年 3月29日　校務用コンピュータ設置
- 平成23年 3月31日　校内テレビ放送の地デジ化対応完了
- 平成24年 8月 9日　教育用コンピュータ整備事業完了
- （普通教室23室に液晶プロジェクタ・教材提示装置・収納ワゴン・ロールスクリーン）
- 平成24年11月 2日　中・四国中学校技家研究大会会場校
- 平成25年 4月 1日　第十代　江口孝美校長　着任
- 平成25年10月31日　創立30周年記念式典
- 平成26年12月 2日　体育館フロア改修工事完了
- 平成27年 6月 1日　グラウンドトイレ設置
- 平成29年 4月 1日　第十一代　大月伸二校長　着任
- 平成29年 7月31日　放送設備機器取り換え
- 平成29年 8月13日　キュービクル取り換え
- 平成29年10月 3日　１・２年生普通教室エアコン設置
- 平成30年 3月30日　西昇降口スロープ設置
- 平成30年12月13日　職員室・トイレ・体育館証明（ＬＥＤ）工事完了
- 平成31年 2月 7日　非常放送設備機器取り換え
- 平成31年 4月　　　学力向上研究指定（市）～Ｒ２年度
- 令和元年 7月25日　コンピュータ教室パソコン入替
- 令和元年 8月29日　体育館トイレブース修繕

## 通学区域
- 新田、堀南（588番地から595番地まで及び602番地から636番地までの地区を除く）、笹沖（国道2号線から北側の地区を除く）、吉岡、浦田（県道福田老松線から西側の地区を除く）、黒石、八軒屋、粒浦、東粒浦、粒江、粒江団地[2]

## 進学前小学校
- 倉敷市立葦高小学校
- 倉敷市立粒江小学校
- 倉敷市立西小学校の新田地区[3]

## 通学区域が隣接している学校
- 倉敷市立東中学校
- 倉敷市立西中学校
- 倉敷市立南中学校
- 倉敷市立多津美中学校
- 倉敷市立福田中学校
- 倉敷市立郷内中学校

## 校区内の主な施設
- 岡山県立倉敷南高等学校
- 倉敷市立倉敷支援学校
- 倉敷笹沖郵便局

## 著名な出身者
- 伊澤一葉（東京事変）
- 大本眞基子（声優）
- 前野朋哉（俳優）
- 上川畑大悟（プロ野球選手）